# Mançoloji
Mançoloji is een verzamelalbum met de beste nummers van de Turkse rockmuzikant Barış Manço. Het enige nieuwe nummer van het album is 40. Yıl. De werkzaamheden aan de album zijn iets voor de dood van Barış Manço voltooid en na de dood van Barış Manço werd het album gelanceerd.

## Tracklist
Alle teksten zijn geschreven door Barış Manço. 
| Nr. | Titel                                 | Van album              | Duur |
| --- | ------------------------------------- | ---------------------- | ---- |
| 1.  | Dağlar Dağlar (Barış Manço)           | Dağlar Dağlar (single) | 3:20 |
| 2.  | Gülpembe (Ahmet Güvenç)               | Sözüm Meclisten Dışarı | 5:05 |
| 3.  | İşte Hendek İşte Deve (Barış Manço)   | Değmesin Yağlı Boya    | 3:29 |
| 4.  | Sarı Çizmeli Mehmet Ağa (Barış Manço) | Yeni Bir Gün           | 3:57 |
| 5.  | Kara Sevda (Barış Manço)              | Darısı Başınıza        | 4:21 |
| 6.  | Hal Hal (Barış Manço)                 | Hal Hal (single)       | 3:45 |
| 7.  | Kol Düğmeleri (Barış Manço)           | Kol Düğmeleri (single) | 3:46 |
| 8.  | Unutamadım (Barış Manço)              | Değmesin Yağlı Boya    | 4:24 |
| 9.  | Aynalı Kemer (Barış Manço)            | Yeni Bir Gün           | 3:15 |
| 10. | Beyhude Geçti Yıllar (Barış Manço)    | Müsaadenizle Çocuklar  | 4:49 |
| 11. | Nazar Eyle (Barış Manço)              | Nazar Eyle (single)    | 3:10 |
| 12. | Can Bedenden Çıkmayınca (Barış Manço) | Darısı Başınıza        | 4:43 |

| Nr. | Titel                                               | Van album                      | Duur |
| --- | --------------------------------------------------- | ------------------------------ | ---- |
| 1.  | Dönence (Barış Manço, Ahmet Güvenç, Bahadır Akkuzu) | Sözüm Meclisten Dışarı         | 6:07 |
| 2.  | Anlıyorsun Değil mi (Barış Manço)                   | Yeni Bir Gün                   | 2:12 |
| 3.  | Gül Bebeğim (Barış Manço)                           | Müsaadenizle Çocuklar          | 5:17 |
| 4.  | Halil İbrahim Sofrası (Barış Manço)                 | Estağfurullah... Ne Haddimize! | 4:41 |
| 5.  | Yolla Yarim Tez Yolla (Barış Manço)                 | Müsaadenizle Çocuklar          | 3:24 |
| 6.  | Nick The Chopper (Barış Manço)                      | Baris Mancho                   | 4:30 |
| 7.  | Alla Beni Pulla Beni (Barış Manço)                  | Sözüm Meclisten Dışarı         | 4:07 |
| 8.  | Domates Biber Patlıcan (Barış Manço)                | Darısı Başınıza                | 4:23 |
| 9.  | Ben Bilirim (Barış Manço)                           | Ben Bilirim (single)           | 3:39 |
| 10. | Sakız Hanım ile Mahur Bey (Bahadır Akkuzu)          | Sahibinden İhtiyaçtan          | 3:57 |
| 11. | Gibi Gibi (Barış Manço)                             | 24 Ayar                        | 3:53 |
| 12. | 40. Yıl (Barış Manço)                               |                                | 6:22 |